# 巴黎之花

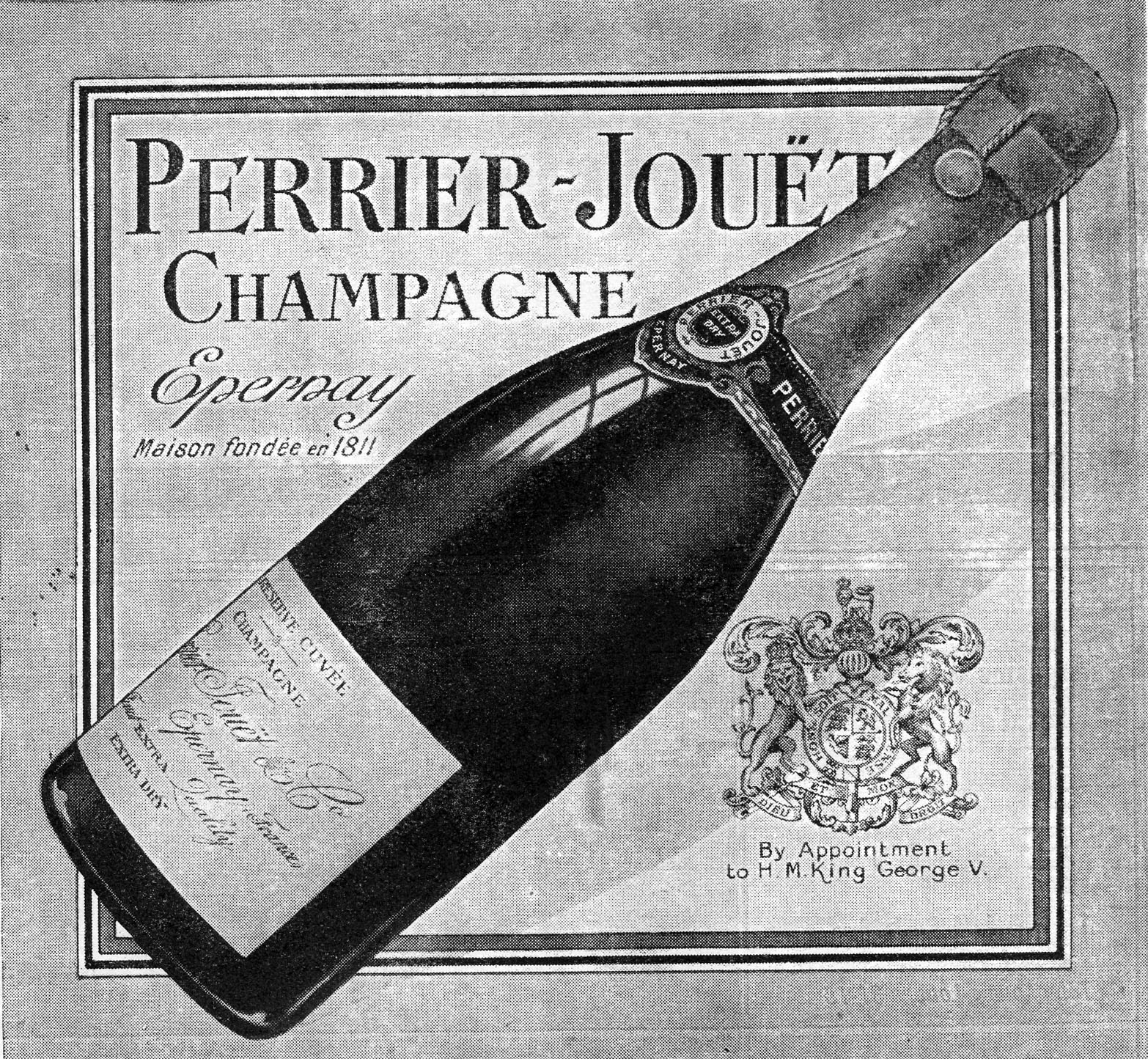
巴黎之花於1923年的廣告

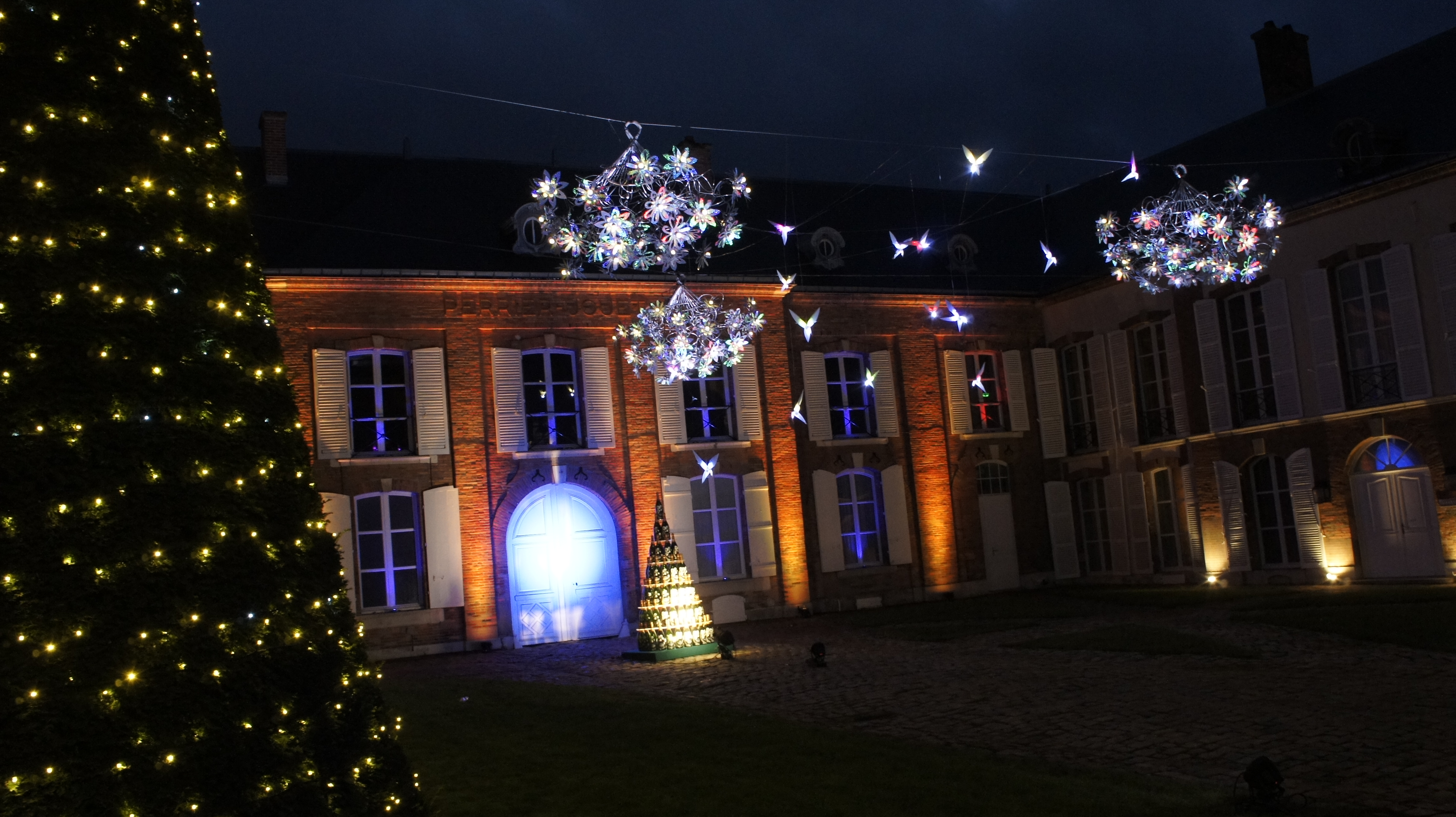
巴黎之花於埃佩爾奈的總部

巴黎之花（法語：Perrier-Jouët），於1811年成立，是法國著名的香檳酒生產商，總部設於埃佩爾奈，是保乐利加集團旗下的公司。品牌於香檳區擁有266英畝的葡萄園，年產量達3百萬支。
2009年，一瓶1825年年份的巴黎之花香槟被吉尼斯世界纪录大全认定为世界现存年份最老的香槟。

##### 歷史：
1811年，軟木塞製造商Pierre-Nicolas-Marie Perrier與Adèle Jouet共同在埃佩爾內市創建了巴黎之花香檳酒廠。
1854年，首釀巴黎之花香檳(Perrier Jouet)，以及獨特的混合了夏多內、黑皮諾和莫妮耶皮諾三種優質葡萄的釀造方法，創造了兼具圓潤和濃郁果味的獨特口感。
1902年，Emile Gallé為巴黎之花繪製了4個大瓶裝的頂極香檳，瓶身雕繪有白色銀蓮花和金色玫瑰藤蔓的圖案。
1969年，Emile Gallé的傑作被完美複製到了瓶身上，「美麗時光」年份香檳一經推出便立即享譽全球，成為巴黎之花香檳歷史上決定性的轉折點。